# François-Gabriel Bertrand
Pour les articles homonymes, voir Bertrand.
François-Gabriel Bertrand, né à Valognes le 15 décembre 1797 et mort à Bellou-en-Houlme le 24 avril 1875, est un homme politique. Il est notamment maire de Caen du 19 août 1848 au 3 septembre 1870. Il est surnommé le Haussmann caennais. Un boulevard porte son nom à Caen depuis le 18 octobre 1876.

## Biographie
Il naît le 15 décembre 1797 à Valognes dans la Manche. Il fait ses études au collège de la ville. Il en devient professeur suppléant le 6 mai 1825. Il devient titulaire un an plus tard. Il quitte Valognes pour Caen en 1826 pour enseigner au collège royal (actuel lycée Malherbe). Il entame des études supérieures à l'université de Caen et est reçu docteur ès lettres le 5 juillet 1829. Il devient alors professeur d'université et obtient la chaire de littérature grecque le 7 mars 1831. Le 6 juillet 1840, il devient doyen de la faculté des Lettres.
En 1831, il épouse la veuve de l’ancien député à la convention Charles Ambroise Bertrand de La Hosdinière, elle est de 16 ans son aînée. Ils résident dans son domaine de 1 100 hectares de Bellou-en-Houlme dans la région de Domfront.
Il est président de la Société des beaux-arts de Caen de 1855 à 1871. À ce titre et dans le cadre de ses mandats de maire, il participe au développement culturel, et notamment musical, de la ville.  Il fonde en 1850 un orchestre d'harmonie au service de la Ville, la Musique municipale de Caen. En 1856, il donne un nouvel élan au conservatoire de musique (ancêtre du Conservatoire à rayonnement régional de Caen) en rendant son enseignement gratuit et en ouvrant en son sein des cours d'instruments. Enfin il encourage le développement des orphéons (la Société des chanteurs neustriens, créée en 1847, les Céciliens en 1848, puis le Choral normand en 1864).
Il est fait chevalier de la légion d'honneur le 11 décembre 1849 puis promu officier le 4 août 1858.
Un monument est élevé à sa mémoire au cimetière Saint-Jean.

## Parcours politique
Il commence sa carrière politique en se présentant le 22 avril 1838 devant les électeurs du canton de la Ferté-Macé dans l'Orne. Au premier tour, il arrive en tête mais un subtil report de voix l’empêche de siéger au conseil général de l’Orne
Il entre au conseil municipal de Caen le 1er juillet 1841 sous le mandat d'Auguste Donnet. Il prend sa succession le 19 août 1848 après avoir terminé second lors des élections du 29 juillet 1848. Il doit son poste au préfet qui le propose à la nomination car il le juge capable.
Il est réélu conseiller général du canton de Caen-ouest en 1852 avec 1 357 voix sur les 1 380 votants (4 220 inscrits). Le 4 juin 1863, il est élu député de la première circonscription du Calvados. Il ne se représente pas en 1869.

## LeHaussmann caennais
Son surnom Haussmann caennais vient du fait qu'il a profondément remanié la ville durant son mandat de maire. Il engage des travaux pour recouvrir l'Odon (actuels boulevards Maréchal Leclerc et des Alliés). Il améliore la distribution d'eau en créant un système de distribution. Il réaménage le quartier de la foire où il fait construire une caserne de gendarmerie. Il inaugure le canal de Caen à la mer en 1857 et participe au développement du port de Caen. C'est aussi sous son mandat que la gare de Caen est construite et inaugurée le 3 août 1858.

## Distinctions
- Officier de la Légion d'honneur (1858)